# Arturo Ferretto

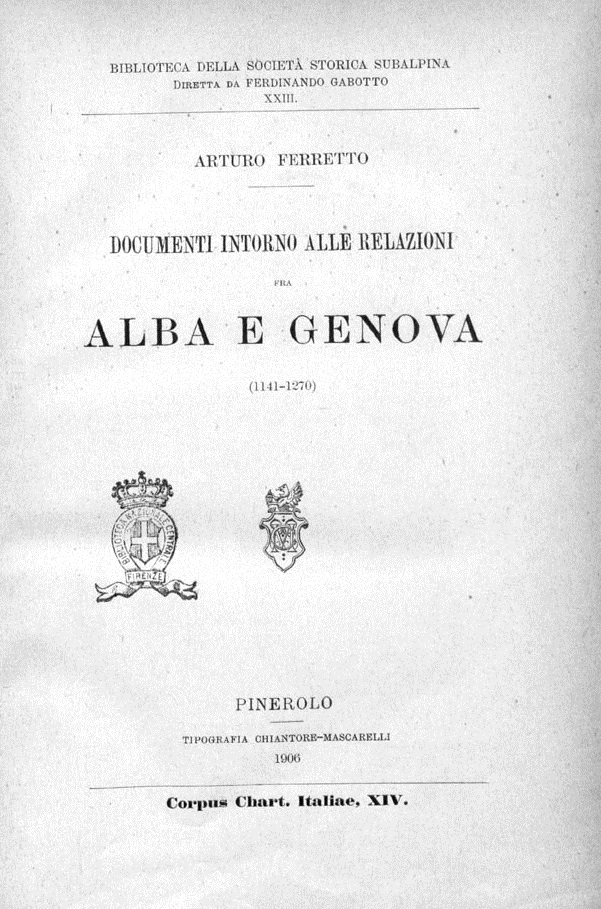
Documenti intorno alle relazioni fra Alba e Genova, 1906

Arturo Ferretto (Rapallo, 21 aprile 1867 – Genova, 18 ottobre 1928) è stato uno storico e archivista italiano.

## Biografia
Pubblicò a soli ventidue anni un significativo opuscolo, Rapallo - spigolature storiche, cui seguirono numerosi rilevanti contributi di storia ligure, fra cui Codice diplomatico del Santuario di Monte Allegro (1557-1897) (1897), Codice diplomatico delle relazioni tra la Liguria, la Toscana e la Lunigiana ai tempi di Dante (1265-1281) (1901), Annali storici di Sestri Ponente e delle sue famiglie (1904).
Si interessò anche di studi danteschi. Impiegato quale "ufficiale" presso il Regio Archivio di Stato di Genova, nel 1909 sposò a Chiavari Livia Oneto, da cui ebbe una figlia, Fortunata, e un figlio, Virgilio; in seguito risiedette a Genova.
Collaborò intensamente ai periodici "Il Cittadino", "Il Caffaro" e, dal 1909, a "Il Mare"; su quest'ultimo dedicò 716 documentatissimi articoli a Rapallo e circondario. Ancora nel 1928 dava alle stampe Il distretto di Chiavari preromano, romano e medioevale, opera fondamentale per l'archeologia del Golfo del Tigullio.
Una strada di Rapallo e una situata nel quartiere genovese di San Fruttuoso portano il suo nome.

## Opere
- Rapallo - spigolature storiche, Tip. della Gioventù, 1889
- Codice diplomatico del Santuario di Monte Allegro (1557-1897), 1897.
- Codice diplomatico delle relazioni tra la Liguria, la Toscana e la Lunigiana ai tempi di Dante (1265-1281), 1901.
- Annali storici di Sestri Ponente e delle sue famiglie, 1904.
- Documenti intorno alle relazioni fra Alba e Genova, Pinerolo, Tipografia Chiantore-Mascarelli, 1906.
- Il distretto di Chiavari preromano, romano e medioevale, 1928.